# Olympische Sommerspiele 1996/Leichtathletik – 100 m (Männer)

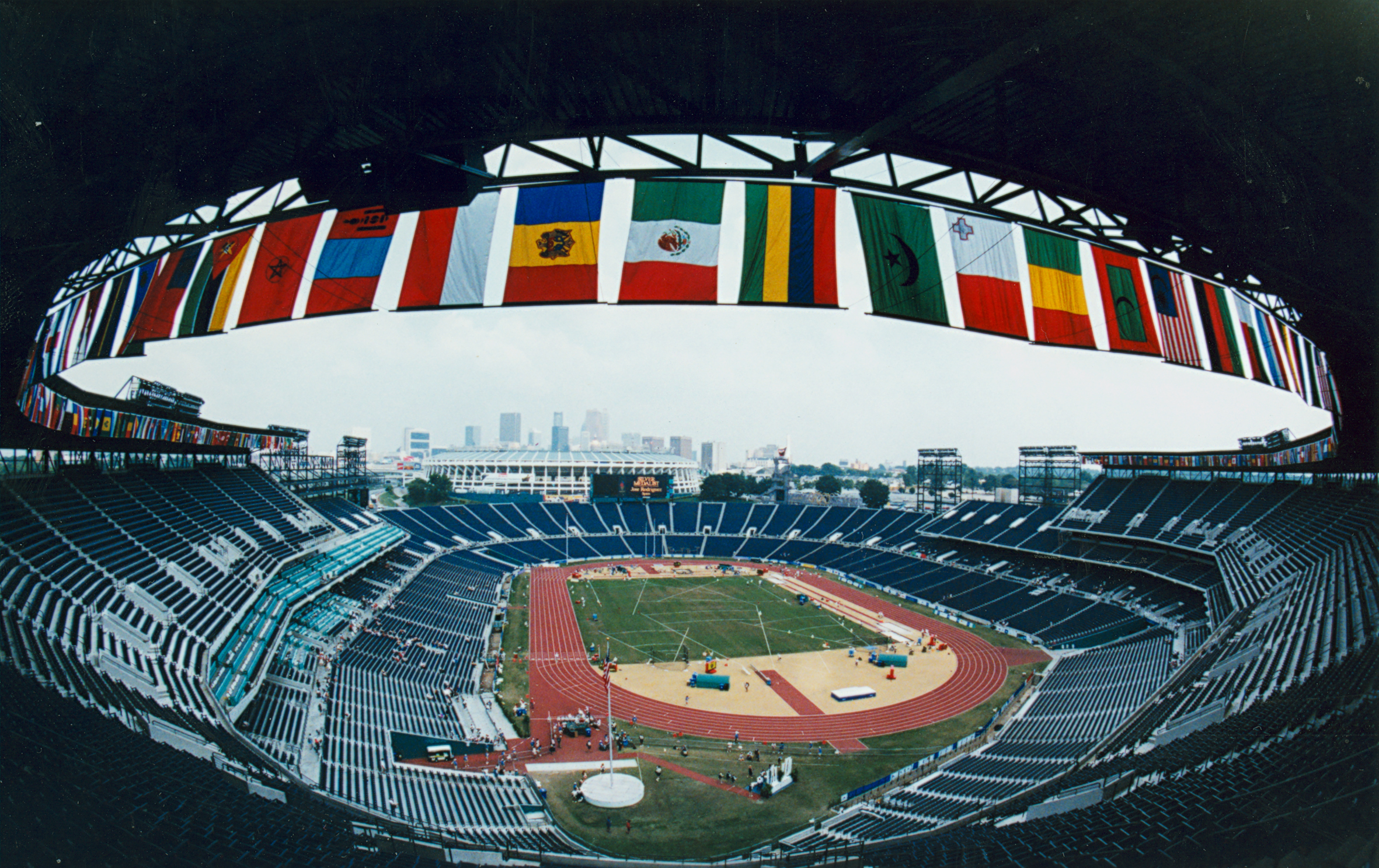
Das Centennial Olympic Stadium von Atlanta im Jahr 1996

Der 100-Meter-Lauf der Männer bei den Olympischen Spielen 1996 in Atlanta wurde am 26. und 27. Juli 1996 im Centennial Olympic Stadium ausgetragen. 116 Athleten nahmen teil.
Olympiasieger wurde der Kanadier Donovan Bailey. Er gewann in der neuen Weltrekordzeit von 9,84 s vor Frank Fredericks aus Namibia und Ato Boldon aus Trinidad und Tobago.
Der deutsche Sprinter Marc Blume schied im Viertelfinale aus, der Schweizer Stefan Burkart in der Vorrunde.

Athleten aus Österreich und Liechtenstein nahmen nicht teil.

## Aktuelle Titelträger
| Olympiasieger 1992                      | Linford Christie ( Großbritannien) | 9,96 s  | Barcelona 1992       |
| Weltmeister 1995                        | Donovan Bailey ( Kanada)           | 9,97 s  | Göteborg 1995        |
| Europameister 1994                      | Linford Christie ( Großbritannien) | 10,14 s | Helsinki 1994        |
| Panamerikanischer Meister 1995          | Glenroy Gilbert ( Kanada)          | 10,21 s | Mar del Plata 1995   |
| Zentralamerika und Karibik-Meister 1995 | Obadele Thompson ( Barbados)       | 10,56 s | Guatemala-Stadt 1995 |
| Südamerika-Meister 1995                 | Robson da Silva ( Brasilien)       | 10,29 s | Manaus 1995          |
| Asienmeister 1995                       | Lin Wei ( Volksrepublik China)     | 10,34 s | Jakarta 1995         |
| Afrikameister 1996                      | Seun Ogunkoya ( Nigeria)           | 10,45 s | Yaoundé 1996         |
| Ozeanienmeister 1994                    | Jone Delai ( Fidschi)              | 10,63 s | Auckland 1994        |

## Rekorde

### Bestehende Rekorde
| Weltrekord         | 9,85 s | Leroy Burrell ( USA) | Lausanne, Schweiz         | 6. Juli 1994       |
| Olympischer Rekord | 9,92 s | Carl Lewis ( USA)    | Finale OS Seoul, Südkorea | 24. September 1988 |

### Rekordverbesserung
Der kanadische Olympiasieger Donovan Bailey verbesserte den olympischen Rekord, gleichzeitig Weltrekord, im Finale am 27. Juli um eine Hundertstelsekunde auf 9,84 s.

## Vorrunde
Datum: 26. Juli 1996
Die Sprinter traten zu insgesamt zwölf Vorläufen an. Für das Viertelfinale qualifizierten sich pro Lauf die ersten drei Athleten. Darüber hinaus kamen die vier Zeitschnellsten, die sogenannten Lucky Loser, weiter. Die direkt qualifizierten Athleten sind hellblau, die Lucky Loser hellgrün unterlegt.

### Vorlauf 1

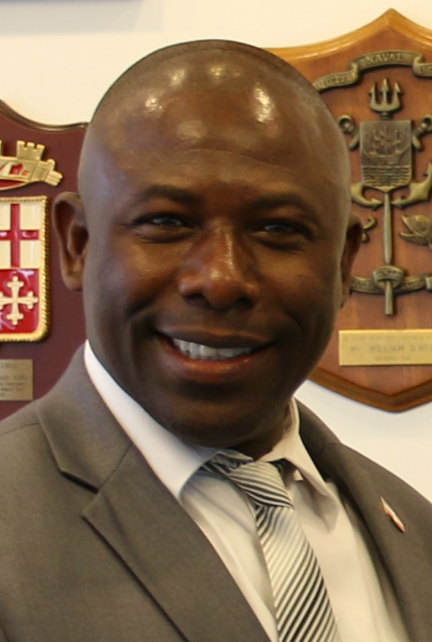
Renward Wells (Foto: 2019) – ausgeschieden als Vierter des ersten Vorlaufs

11:00 Uhr
Wind: −0,9 m/s
| Platz | Name                   | Nation           | Zeit    |
| ----- | ---------------------- | ---------------- | ------- |
| 1     | Emmanuel Tuffour       | Ghana            | 10,15 s |
| 2     | Bruny Surin            | Kanada           | 10,18 s |
| 3     | Andrei Fedoriw         | Russland         | 10,39 s |
| 4     | Renward Wells          | Bahamas          | 10,48 s |
| 5     | Chintaki de Zoysa      | Sri Lanka        | 10,55 s |
| 6     | Luís Cunha             | Portugal         | 10,65 s |
| 7     | Patrick Mocci-Raoumbé  | Gabun            | 10,87 s |
| 8     | Noureddine Ould Ménira | Mauretanien      | 10,95 s |
| 9     | Bonifacio Edu          | Äquatorialguinea | 11,87 s |

### Vorlauf 2
11:05 Uhr
Wind: +1,3 m/s
| Platz | Name              | Nation      | Zeit    |
| ----- | ----------------- | ----------- | ------- |
| 1     | Davidson Ezinwa   | Nigeria     | 10,03 s |
| 2     | Jon Drummond      | USA         | 10,08 s |
| 3     | Erik Wijmeersch   | Belgien     | 10,41 s |
| 4     | Leon Gordon       | Jamaika     | 10,48 s |
| 5     | Stefan Burkart    | Schweiz     | 10,49 s |
| 6     | Barnabé Jolicoeur | Mauritius   | 10,57 s |
| 7     | Bimal Tarafdar    | Bangladesch | 10,98 s |
| 8     | Abdul Ghafoor     | Afghanistan | 12,20 s |
| DNS   | Andrew Tynes      | Bahamas     |         |

### Vorlauf 3
11:10 Uhr
Wind: +0,1 m/s
Zusammen mit seiner Mannschaftskameradin Diane Francis war Kim Collins der erste Sportler der Karibikinsel Saint Kitts und Nevis, der bei Olympischen Spielen antrat.

Mohamed Bakar gehörte, zusammen mit seinen Teamkollegen Hassan Abdou und Ahamada Haoulata, zu den ersten Sportlern der Komoren bei Olympischen Spielen.
| Platz | Name                 | Nation              | Zeit                                       |
| ----- | -------------------- | ------------------- | ------------------------------------------ |
| 1     | Ato Boldon           | Trinidad und Tobago | 10,06 s                                    |
| 2     | Anninos Markoullidis | Zypern              | 10,26 s                                    |
| 3     | Kim Collins          | St. Kitts und Nevis | 10,27 s                                    |
| 4     | Augustine Nketia     | Neuseeland          | 10,34 s                                    |
| 5     | Raymond Stewart      | Jamaika             | 10,38 s                                    |
| 6     | Stefano Tilli        | Italien             | 10,38 s                                    |
| 7     | Amarildo Almeida     | Guinea-Bissau       | 10,85 s                                    |
| 8     | Mohamed Bakar        | Komoren             | 11,02 s                                    |
| DSQ   | Jamal al-Saffar      | Saudi-Arabien       | nachträglich disqualifiziert wegen Dopings |

### Vorlauf 4
11:15 Uhr
Wind: +2,2 m/s
Sergey Osovic war einer der ersten Leichtathleten aus der Ukraine, der bei Olympischen Sommerspielen antrat.

Zusammen mit seinem Mannschaftskameraden Maksim Smetanin war Wladislaw Tschernobaj der erste Leichtathlet aus Kirgisistan bei Olympischen Spielen.
| Platz | Name                  | Nation      | Zeit    |
| ----- | --------------------- | ----------- | ------- |
| 1     | Michael Green         | Jamaika     | 10,16 s |
| 2     | Patrick Stevens       | Belgien     | 10,21 s |
| 3     | Sergey Osovic         | Ukraine     | 10,29 s |
| 4     | Ezio Madonia          | Italien     | 10,33 s |
| 5     | Édson Ribeiro         | Brasilien   | 10,39 s |
| 6     | Chris Donaldson       | Neuseeland  | 10,39 s |
| 7     | Patrik Strenius       | Schweden    | 10,48 s |
| 8     | Tolutaʻu Koula        | Tonga       | 10,71 s |
| 9     | Wladislaw Tschernobaj | Kirgisistan | 10,88 s |

### Vorlauf 5
11:20 Uhr
Wind: −0,8 m/s
Witali Medwedew war einer der ersten Leichtathleten aus Kasachstan, die an Olympischen Spielen teilnahmen.
| Platz | Name             | Nation                       | Zeit    |
| ----- | ---------------- | ---------------------------- | ------- |
| 1     | Deji Aliu        | Nigeria                      | 10,34 s |
| 2     | Ousmane Diarra   | Mali                         | 10,34 s |
| 3     | Wenzhong Chen    | Volksrepublik China          | 10,37 s |
| 4     | Manuel Borrega   | Spanien                      | 10,52 s |
| 5     | Hiroyasu Tsuchie | Japan                        | 10,58 s |
| 6     | Rubén Benítez    | El Salvador                  | 10,74 s |
| 7     | Witali Medwedew  | Kasachstan                   | 10,90 s |
| 8     | Mitchell Peters  | Amerikanische Jungferninseln | 11,12 s |
| 9     | Boureima Kimba   | Niger                        | 11,24 s |

### Vorlauf 6
11:25 Uhr
Wind: +0,3 m/s
| Platz | Name                    | Nation         | Zeit    |
| ----- | ----------------------- | -------------- | ------- |
| 1     | Dennis Mitchell         | USA            | 10,24 s |
| 2     | Ian Mackie              | Großbritannien | 10,27 s |
| 3     | Marc Blume              | Deutschland    | 10,33 s |
| 4     | Alexandros Terzian      | Griechenland   | 10,48 s |
| 5     | Koukou Franck Amégnigan | Togo           | 10,51 s |
| 6     | Rod Mapstone            | Australien     | 10,56 s |
| 7     | Sayon Cooper            | Liberia        | 10,58 s |
| 8     | Pa Modou Gai            | Gambia         | 10,72 s |
| 9     | Jorge Castellón         | Bolivien       | 10,74 s |

### Vorlauf 7
11:30 Uhr
Wind: −0,3 m/s
Arif Axundov war einer der ersten Leichtathleten aus Aserbaidschan, Anvar Koʻchmurodov aus Usbekistan und Kostjantyn Rurak aus der Ukraine, die bei Olympischen Sommerspielen antraten.
| Platz | Name                   | Nation                         | Zeit    |
| ----- | ---------------------- | ------------------------------ | ------- |
| 1     | Obadele Thompson       | Barbados                       | 10,33 s |
| 2     | Kostjantyn Rurak       | Ukraine                        | 10,37 s |
| 3     | Pascal Théophile       | Frankreich                     | 10,41 s |
| 4     | Carlos Gats            | Argentinien                    | 10,57 s |
| 5     | Joel Mascoll           | St. Vincent und die Grenadinen | 10,64 s |
| 6     | Anvar Koʻchmurodov     | Usbekistan                     | 10,71 s |
| 7     | Arif Axundov           | Aserbaidschan                  | 11,11 s |
| 8     | Khaled Othman          | Libyen                         | 11,65 s |
| 9     | Joean-Olivier Zirignon | Elfenbeinküste                 | 22,69 s |

### Vorlauf 8
11:35 Uhr
Wind: +2,0 m/s
Odair Baia und seine Teamkameradin Sortelina Pires waren die ersten Sportler aus São Tomé und Príncipe, die bei Olympischen Spielen antraten.
| Platz | Name               | Nation                  | Zeit    |
| ----- | ------------------ | ----------------------- | ------- |
| 1     | Michael Marsh      | USA                     | 10,14 s |
| 2     | Darren Braithwaite | Großbritannien          | 10,29 s |
| 3     | Kirk Cummins       | Barbados                | 10,47 s |
| 4     | Torbjörn Eriksson  | Schweden                | 10,49 s |
| 5     | Paul Henderson     | Australien              | 10,52 s |
| 6     | Adalberto Méndez   | Dominikanische Republik | 10,60 s |
| 7     | Arnaldo da Silva   | Brasilien               | 10,62 s |
| 8     | Mario Bonello      | Malta                   | 10,89 s |
| 9     | Odair Baia         | São Tomé und Príncipe   | 11,05 s |

### Vorlauf 9

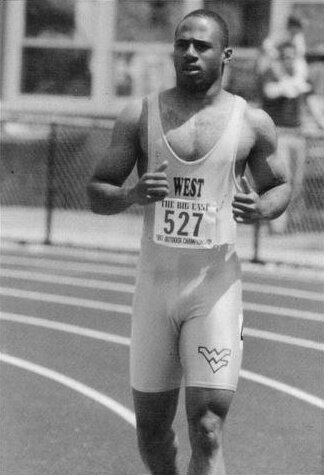
Robert Dennis – ausgeschieden als Sechster des neunten Vorlaufs

11:40 Uhr
Wind: +0,1 m/s
| Platz | Name              | Nation          | Zeit    |
| ----- | ----------------- | --------------- | ------- |
| 1     | André da Silva    | Brasilien       | 10,25 s |
| 2     | Linford Christie  | Großbritannien  | 10,26 s |
| 3     | Yiannis Zisimides | Zypern          | 10,32 s |
| 4     | Venancio José     | Spanien         | 10,34 s |
| 5     | Ahmed Douhou      | Hongkong        | 10,53 s |
| 6     | Robert Dennis     | Liberia         | 10,65 s |
| 7     | Donald Onchiri    | Kenia           | 10,66 s |
| 8     | Jin Sun-kuk       | Südkorea        | 10,73 s |
| 9     | Peter Pulu        | Papua-Neuguinea | 10,76 s |

### Vorlauf 10
11:45 Uhr
Wind: −0,2 m/s
| Platz | Name             | Nation     | Zeit    |
| ----- | ---------------- | ---------- | ------- |
| 1     | Eric Nkansah     | Ghana      | 10,26 s |
| 2     | Needy Guims      | Frankreich | 10,39 s |
| 3     | Olapade Adeniken | Nigeria    | 10,41 s |
| 4     | Jone Delai       | Fidschi    | 10,42 s |
| 5     | Witali Sawin     | Kasachstan | 10,52 s |
| 6     | Watson Nyambek   | Malaysia   | 10,55 s |
| 7     | Neil Ryan        | Irland     | 10,78 s |
| 8     | Javier Verne     | Peru       | 10,91 s |
| 9     | Lâm Hải Vân      | Vietnam    | 11,14 s |

### Vorlauf 11
11:50 Uhr
Wind: −1,6 m/s
| Platz | Name                 | Nation            | Zeit    |
| ----- | -------------------- | ----------------- | ------- |
| 1     | Donovan Bailey       | Kanada            | 10,24 s |
| 2     | Nobuharu Asahara     | Japan             | 10,28 s |
| 3     | Peter Karlsson       | Schweden          | 10,35 s |
| 4     | Sanusi Turay         | Sierra Leone      | 10,39 s |
| 5     | Sergejs Inšakovs     | Lettland          | 10,42 s |
| 6     | Charalambos Papadias | Griechenland      | 10,46 s |
| 7     | Hsin-Ping Huang      | Chinesisch Taipeh | 10,70 s |
| 8     | Eric Agueh           | Benin             | 10,98 s |
| DNS   | Alfayaya Embalo      | Kap Verde         |         |

### Vorlauf 12
11:55 Uhr
Wind: −0,8 m/s
| Platz | Name                 | Nation       | Zeit    |
| ----- | -------------------- | ------------ | ------- |
| 1     | Frank Fredericks     | Namibia      | 10,32 s |
| 2     | Glenroy Gilbert      | Kanada       | 10,34 s |
| 3     | Alexandros Genovelis | Griechenland | 10,39 s |
| 4     | Frutos Feo           | Spanien      | 10,56 s |
| 5     | Benjamin Sirimou     | Kamerun      | 10,58 s |
| 6     | Hamed Habib Sadeq    | Kuwait       | 10,81 s |
| 7     | DeVon Bean           | Bermuda      | 10,89 s |
| 8     | Robert Loua          | Guinea       | 11,21 s |
| 9     | Mark Sherwin         | Cookinseln   | 11,41 s |

## Viertelfinale
Datum: 26. Juli 1996
Für das Halbfinale qualifizierten sich aus den fünf Viertelfinals pro Lauf die ersten drei Athleten. Darüber hinaus kam der Zeitschnellste, der sogenannte Lucky Loser, weiter. Die direkt qualifizierten Sprinter sind hellblau, der Lucky Loser ist hellgrün unterlegt.

### Lauf 1
18:35 Uhr
Wind: −0,3 m/s
| Platz | Name             | Nation              | Zeit    |
| ----- | ---------------- | ------------------- | ------- |
| 1     | Ato Boldon       | Trinidad und Tobago | 9,95 s  |
| 2     | Nobuharu Asahara | Japan               | 10,19 s |
| 3     | Eric Nkansah     | Ghana               | 10,24 s |
| 4     | Deji Aliu        | Nigeria             | 10,26 s |
| 5     | Glenroy Gilbert  | Kanada              | 10,28 s |
| 6     | Marc Blume       | Deutschland         | 10,33 s |
| 7     | Andrei Fedoriw   | Russland            | 10,34 s |
| 8     | Augustine Nketia | Neuseeland          | 10,35 s |

### Lauf 2

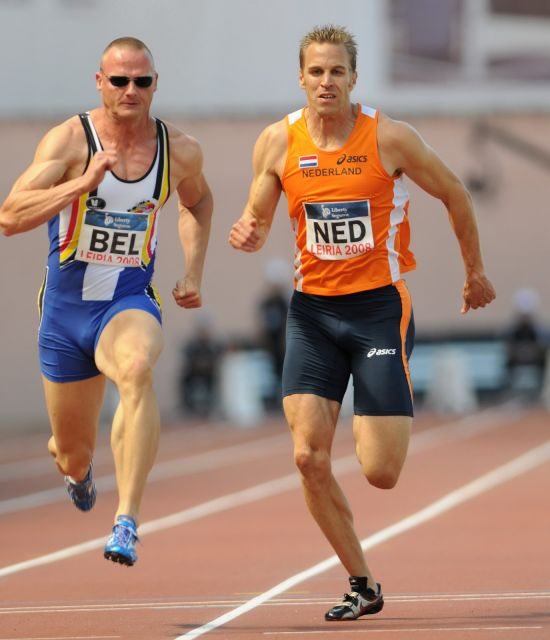
Erik Wijmeersch (links) – ausgeschieden als Fünfter des zweiten Viertelfinals

18:40 Uhr
Wind: +0,1 m/s
| Platz | Name             | Nation         | Zeit    |
| ----- | ---------------- | -------------- | ------- |
| 1     | Linford Christie | Großbritannien | 10,03 s |
| 2     | Donovan Bailey   | Kanada         | 10,05 s |
| 3     | Jon Drummond     | USA            | 10,17 s |
| 4     | Emmanuel Tuffour | Ghana          | 10,18 s |
| 5     | Erik Wijmeersch  | Belgien        | 10,37 s |
| 6     | Olapade Adeniken | Nigeria        | 10,38 s |
| 7     | Needy Guims      | Frankreich     | 10,43 s |
| 8     | Ezio Madonia     | Italien        | 10,43 s |

### Lauf 3
18:45 Uhr
Wind: +1,1 m/s
| Platz | Name               | Nation              | Zeit    |
| ----- | ------------------ | ------------------- | ------- |
| 1     | Frank Fredericks   | Namibia             | 9,93 s  |
| 2     | Davidson Ezinwa    | Nigeria             | 10,08 s |
| 3     | Obadele Thompson   | Barbados            | 10,14 s |
| 4     | Raymond Stewart    | Jamaika             | 10,18 s |
| 5     | Peter Karlsson     | Schweden            | 10,24 s |
| 6     | Darren Braithwaite | Großbritannien      | 10,27 s |
| 7     | Wenzhong Chen      | Volksrepublik China | 10,29 s |
| 8     | Ousmane Diarra     | Mali                | 10,38 s |

### Lauf 4

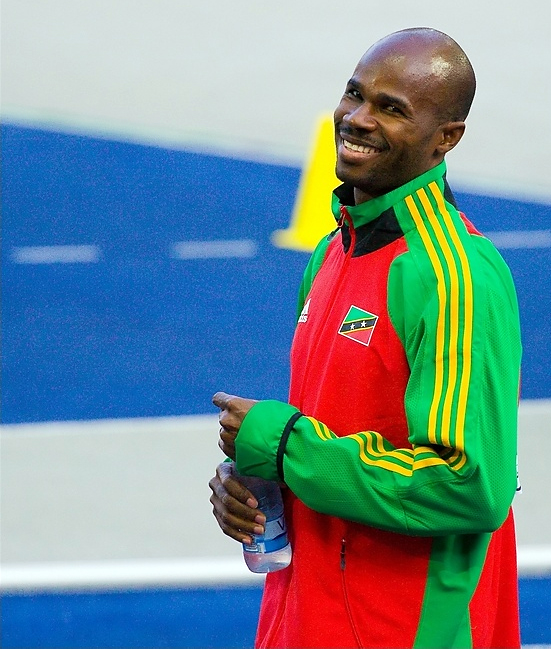
Kim Collins – ausgeschieden als Fünfter des vierten Viertelfinals

18:50 Uhr
Wind: −0,2 m/s
| Platz | Name                 | Nation              | Zeit    |
| ----- | -------------------- | ------------------- | ------- |
| 1     | Dennis Mitchell      | USA                 | 10,09 s |
| 2     | Michael Green        | Jamaika             | 10,11 s |
| 3     | Anninos Markoullidis | Zypern              | 10,23 s |
| 4     | Patrick Stevens      | Belgien             | 10,31 s |
| 5     | Kim Collins          | St. Kitts und Nevis | 10,34 s |
| 6     | Pascal Théophile     | Frankreich          | 10,38 s |
| 7     | Sergey Osovic        | Ukraine             | 10,38 s |
| 8     | Kirk Cummins         | Barbados            | 10,45 s |

### Lauf 5

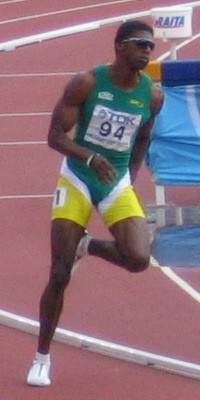
André da Silva – ausgeschieden als Vierter des fünften Viertelfinals

18:55 Uhr
Wind: −1,2 m/s
| Platz | Name                 | Nation         | Zeit    |
| ----- | -------------------- | -------------- | ------- |
| 1     | Michael Marsh        | USA            | 10,04 s |
| 2     | Bruny Surin          | Kanada         | 10,13 s |
| 3     | Ian Mackie           | Großbritannien | 10,25 s |
| 4     | André da Silva       | Brasilien      | 10,26 s |
| 5     | Alexandros Genovelis | Griechenland   | 10,31 s |
| 6     | Venancio José        | Spanien        | 10,46 s |
| 7     | Kostjantyn Rurak     | Ukraine        | 10,47 s |
| 8     | Yiannis Zisimides    | Zypern         | 10,47 s |

## Halbfinale
Datum: 27. Juli 1996
Für das Finale qualifizierten sich aus den beiden Halbfinals die jeweils ersten vier Läufer (hellblau unterlegt).

### Lauf 1

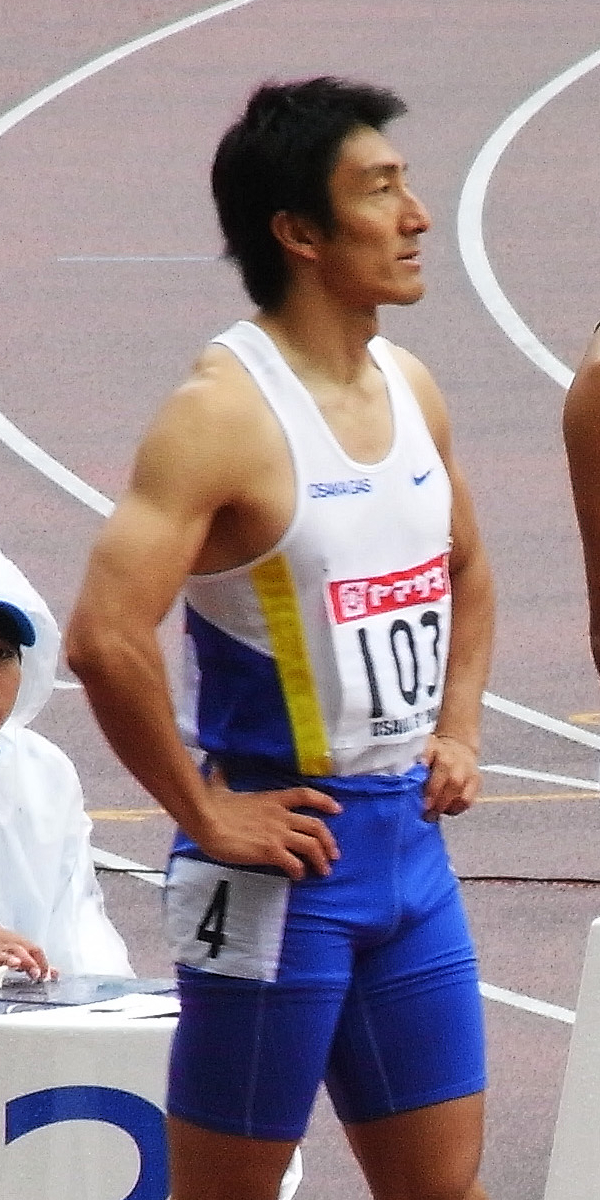
Japaner Nobuharu – ausgeschieden als Fünfter des ersten Halbfinals
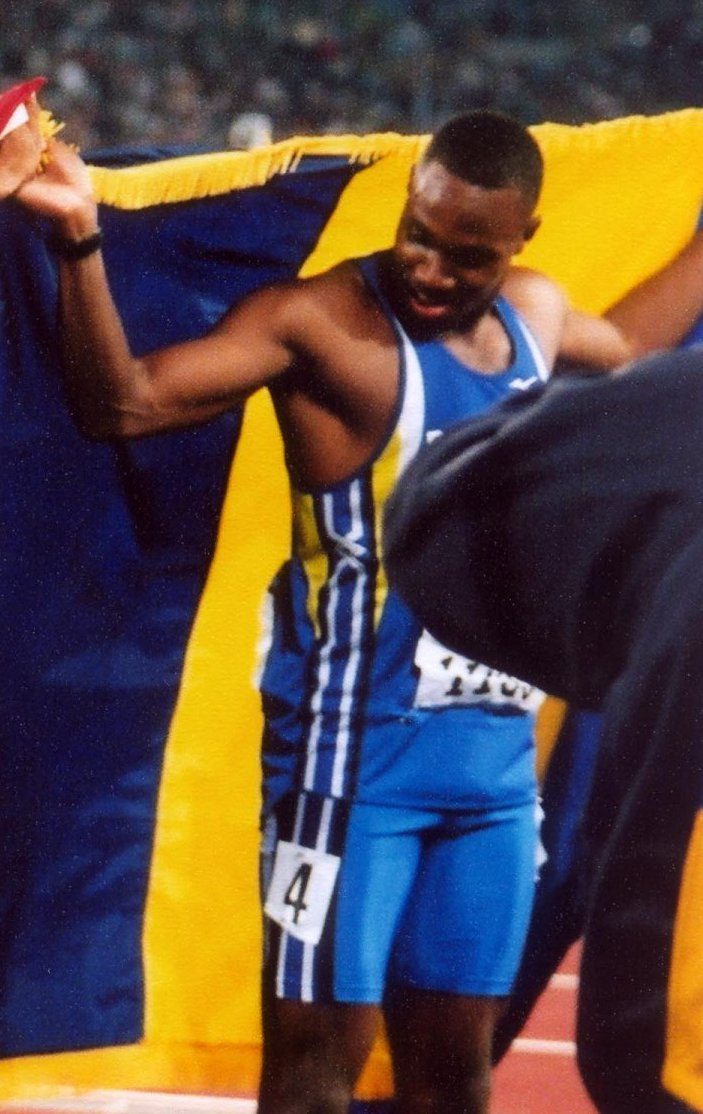
Obadele Thompson – 2000 Olympiadritter – erreichte als Sechster des ersten Semifinals nicht den Endlauf

19:35 Uhr
Wind: −0,5 m/s
| Platz | Name                 | Nation   | Zeit    |
| ----- | -------------------- | -------- | ------- |
| 1     | Frank Fredericks     | Namibia  | 9,94 s  |
| 2     | Donovan Bailey       | Kanada   | 10,00 s |
| 3     | Michael Marsh        | USA      | 10,08 s |
| 4     | Michael Green        | Jamaika  | 10,11 s |
| 5     | Nobuharu Asahara     | Japan    | 10,16 s |
| 6     | Obadele Thompson     | Barbados | 10,16 s |
| 7     | Emmanuel Tuffour     | Ghana    | 10,22 s |
| 8     | Anninos Markoullidis | Zypern   | 10,36 s |

### Lauf 2
19:40 Uhr
Wind: −0,6 m/s
| Platz | Name             | Nation              | Zeit    |
| ----- | ---------------- | ------------------- | ------- |
| 1     | Ato Boldon       | Trinidad und Tobago | 9,93 s  |
| 2     | Dennis Mitchell  | USA                 | 10,00 s |
| 3     | Linford Christie | Großbritannien      | 10,04 s |
| 4     | Davidson Ezinwa  | Nigeria             | 10,04 s |
| 5     | Bruny Surin      | Kanada              | 10,13 s |
| 6     | Jon Drummond     | USA                 | 10,16 s |
| 7     | Eric Nkansah     | Ghana               | 10,26 s |
| DNS   | Ian Mackie       | Großbritannien      |         |

## Finale
Datum: 27. Juli 1996, 21:00 Uhr
Wind: +0,7 m/s
| Platz | Name             | Nation              | Zeit    | Anmerkung |
| ----- | ---------------- | ------------------- | ------- | --------- |
| 1     | Donovan Bailey   | Kanada              | 9,84 s  | WR        |
| 2     | Frank Fredericks | Namibia             | 9,89 s  |           |
| 3     | Ato Boldon       | Trinidad und Tobago | 9,90 s  |           |
| 4     | Dennis Mitchell  | USA                 | 9,99 s  |           |
| 5     | Michael Marsh    | USA                 | 10,00 s |           |
| 6     | Davidson Ezinwa  | Nigeria             | 10,14 s |           |
| 7     | Michael Green    | Jamaika             | 10,16 s |           |
| DSQ   | Linford Christie | Großbritannien      |         |           |

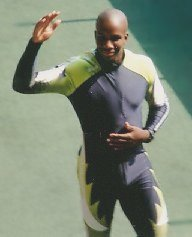
Olympiasieger Donovan Bailey

Für das Finale hatten sich zwei der drei angetretenen US-Amerikaner qualifiziert. Komplettiert wurde das Finalfeld durch je einen Starter aus Jamaika, Kanada, Namibia, Nigeria, Trinidad und Tobago und Großbritannien.
Es gab einige Favoriten für diesen Wettbewerb. Zu ihnen gehörten in erster Linie der kanadische Weltmeister von 1995 Donovan Bailey, der britische Olympiasieger von 1992 Linford Christie, der darüber hinaus 1993 Welt- und 1994 Europameister geworden war, der Vizeweltmeister von 1995 Bruny Surin aus Kanada, der WM-Dritte Ato Bolden aus Trinidad und Tobago und Frank Fredericks aus Namibia, Silbermedaillengewinner von 1992. Die US-Sprinter Michael Marsh und Dennis Mitchell waren eher Außenseiter in diesem Rennen.
Das Finale begann mit drei Fehlstarts. Zwei von ihnen verursachte Christie, der daraufhin dem Reglement entsprechend disqualifiziert wurde. Der vierte Versuch war erfolgreich, doch die Athleten kamen aus Angst vor einem weiteren Fehlstart und dem daraus erfolgenden Rennausschluss nicht gut aus den Blöcken. Die langsamste Reaktionszeit wurde bei Bailey ermittelt, der dann jedoch das Feld schnell hinter sich ließ und in neuer Weltrekordzeit von 9,84 s Olympiasieger wurde. Frankie Fredericks kam wie schon 1992 auf Platz zwei vor Ato Boldon, der die beiden US-Athleten Dennis Mitchell und Mike Marsh auf Distanz halten konnte. Vier Sprinter unterboten die 10-Sekunden-Marke.
Nach 68 Jahren wurde mit Donovan Bailey wieder ein Kanadier Olympiasieger in dieser Disziplin.

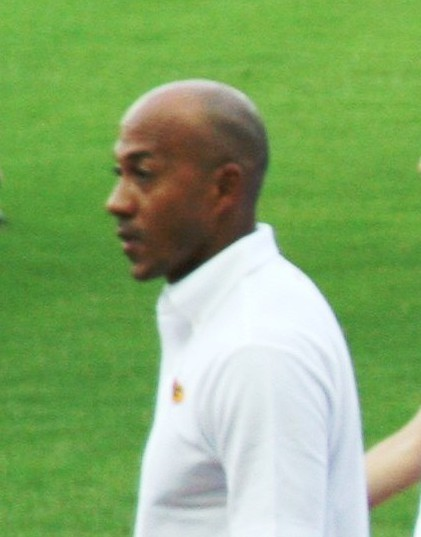
Silbermedaillengewinnerin Frank Fredericks
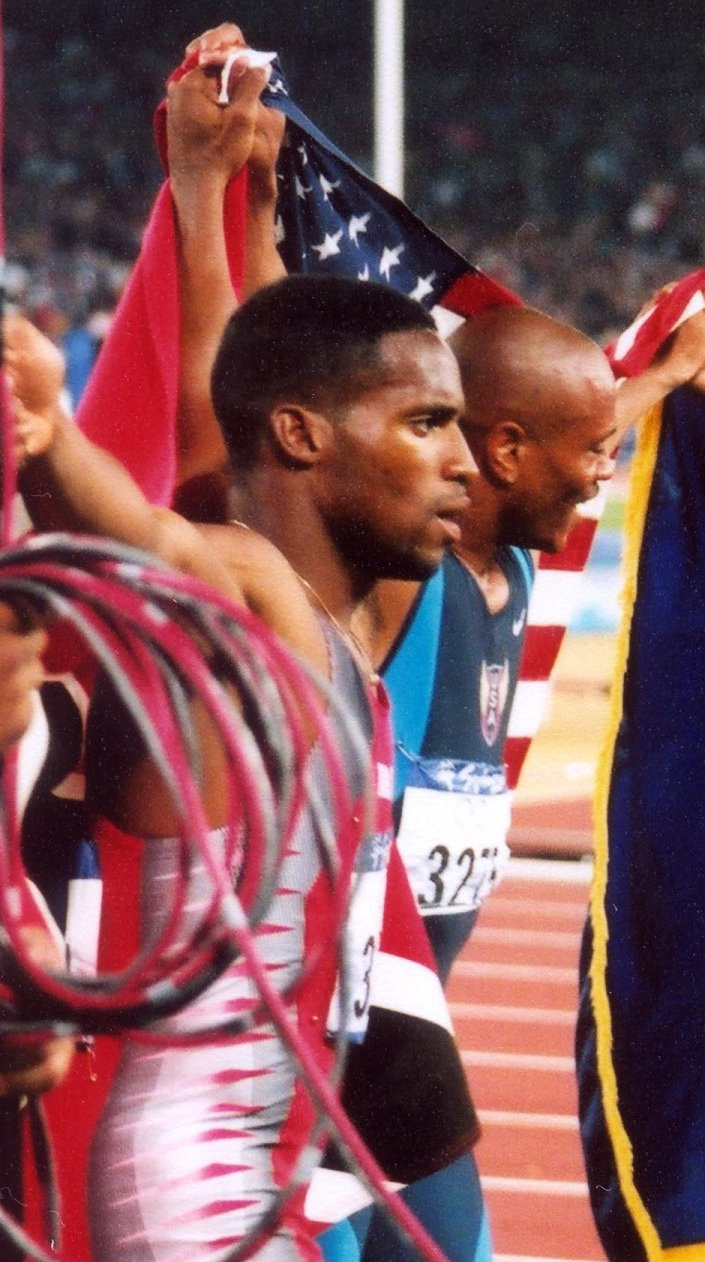
Ato Boldon errang die Bronzemedaille
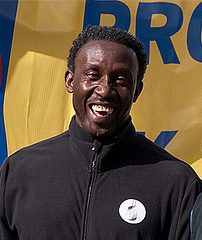
Linford Christie (hier im Jahr 2009) – Olympiasieger von 1992 – wurde im Finale nach zwei von ihm verschuldeten Fehlstarts disqualifiziert

## Videolinks
- Men's 100m Final Atlanta Olympics 1996, youtube.com, abgerufen am 2. Januar 2022
- 6327 Olympic 1996 100m Men, youtube.com, abgerufen am 2. Januar 2022
- Men's 100m Final Atlanta Olympics 1996, af youtube.com, abgerufen am 24. Februar 2018
- Donovan Bailey Wins Gold in Men's 100 Metres at Atlanta 1996, youtube.com, abgerufen am 2. Januar 2022